# Oxikalkofil elemek
Az oxikalkofil elemek a Szádeczky-Kardoss-féle geokémiai rendszer harmadik kategóriáját képezik. Ez a geokémiai osztályozás az elemek ionjainak természetes körülmények közti vegyületképző képességén és hajlandóságán alapul.
A periódusos rendszer oxikalkofil elemei a vas, cink, gallium, indium, tallium, germánium és az ón.
Vannak úgynevezett átfutó (nem jellemzően oxikalkofil, de itt is megjelenő) és kérdéses elemek, ezek a kadmium, ólom, bizmut.
Dúsulásuk már az előkristályosodás (folyós magmás szakasz) során megkezdődik a savanyú magmákban, de ekkor csak nyomelemnyi mennyiségben (rejtett elem), a pneumatolitos szakaszban és a hidrotermális kristályosodási fázisban már önállóan alkotnak ásványokat.